# Zainoul Haïdara
Zainoul Haïdara (Labé, 25 oktober 1992) is een Guinees voetballer. Momenteel speelt hij voor derdeklasser FC Bleid. In juli 2013 zal hij zich aansluiten bij eersteklasser Oud-Heverlee Leuven.

## Carrière
Zainoul Haïdara is een struise verdediger. In eigen land speelde hij in de amateurreeksen. In 2009 vluchtte de Guineeër naar België, waar hij onder impuls van makelaar Daniel Sidibe mocht testen bij KRC Genk. In twee wedstrijden voor Genk maakte hij een goede indruk, maar omdat de politieke vluchteling nog niet over de juiste papieren beschikte, legden de Limburgers hem niet vast. Een jaar later mocht hij ook bij KV Kortrijk testen. Omdat hij niet afkomstig was uit de Europese Unie was het voor Kortrijk te duur om hem een contract aan te bieden. Verder legde hij ook proefperiodes af bij de Franse clubs OGC Nice en Olympique Marseille.
In 2012 vond Haïdara onderdak bij derdeklasser FC Bleid. Onder trainer Michel De Wolf groeide hij er uit tot een sterkhouder. Door zijn gestalte en positie werd hij bij de club uit Molenbeek vergeleken met gewezen voetballer Patrick Vieira. In januari 2012 tekende hij een contract bij Oud-Heverlee Leuven. Haïdara zal zich in juli 2013 bij de eersteklasser aansluiten.